# كيوتي
كيوتي (بالإيطالية: Chieuti)‏ هي بلدية في مقاطعة فودجا في إقليم بوليا الإيطالي.

## السكان
في سنة 1861 بلغ عدد السكان 1٬673 نسمة، وتطور العدد ليصل في سنة 2011 لـ 1٬772 نسمة.
يظهر هذا المخطط البياني تطور النمو السكاني لـ كيوتي